# Maeva Danois
Maeva Danois (ur. 10 marca 1993) – francuska lekkoatletka specjalizująca się w biegach długodystansowych.
Srebrna medalistka młodzieżowych mistrzostw Europy w Tallinnie (2015). W tym samym roku zdobyła srebro w drużynie młodzieżowców podczas mistrzostw Europy w przełajach.
Medalistka mistrzostw Francji w różnych kategoriach wiekowych.

## Osiągnięcia
| Rok  | Impreza                                   | Miejsce   | Konkurencja                   | Lokata      | Wynik   |
| ---- | ----------------------------------------- | --------- | ----------------------------- | ----------- | ------- |
| 2015 | Młodzieżowe mistrzostwa Europy            | Tallinn   | bieg na 3000 m z przeszkodami | 2. miejsce  | 9:40,89 |
| 2015 | Mistrzostwa Europy w biegach przełajowych | Hyères    | bieg młodzieżowców            | 19. miejsce | 20:36   |
| 2016 | Mistrzostwa Europy                        | Amsterdam | bieg na 3000 m z przeszkodami | eliminacje  | 9:58,73 |
| 2017 | Superliga drużynowych mistrzostw Europy   | Lille     | bieg na 3000 m z przeszkodami | eliminacje  | 9:47,50 |
| 2017 | Mistrzostwa świata                        | Londyn    | bieg na 3000 m z przeszkodami | eliminacje  | 9:49,21 |

## Rekordy życiowe
- Bieg na 3000 metrów – 9:15,99 (2015)
- Bieg na 3000 metrów z przeszkodami – 9:40,19 (2016)